# Dicranomyia (Peripheroptera) fumibasalis
Dicranomyia (Peripheroptera) fumibasalis is een tweevleugelige uit de familie steltmuggen (Limoniidae). De soort komt voor in het Neotropisch gebied.